# هال دين
هال دين (بالإنجليزية: Hal Dean) هو لاعب كرة قدم أمريكية أمريكي، ولد في 30 أكتوبر 1922، وتوفي في 12 فبراير 2011.

## وصلات خارجية
- هال دين على موقع مرجع كرة القدم المحترفة.كوم (الإنجليزية)